# معدل النمو المستدام
طبقًا لمشروع أثر الربح في الاستراتيجية السوقية، يُعتبر النمو من الأذرع الرئيسة لنجاح الأعمال التجارية. يُذكر النمو بين 37 من المتغيرات كإحدى المتغيرات المهمة للنجاح: مساهمة السوق ونمو السوق ونسبة التكاليف إلى المبيعات الخاص بالسوق أو موقع السوق القوي.
يمكن الإجابة على سؤال تحديد مدى استدامة النمو عن طريق مفهومين بوجهتي نظر مختلفتين:-
- معدل النمو المستدام: ظهر هذا المفهوم على يد روبرت س. هيغينز، إذ يصف النمو الأمثل من وجهة نظر مالية، مفترضًا إستراتيجية لها إطار مالي واضح، بشروط ومقيدات واضحة كذلك. يمكن تعريف النمو المستدام بأنه النسبة السنوية في زيادة المبيعات بالاتساق مع السياسة المالية المعروفة (النسبة المستهدفة للدين إلى الأسهم، ونسبة توزيع الأرباح المستهدفة، وهامش الربح المستهدف، والنسبة المستهدفة للأصول الكلية إلى صافي المبيعات). يوفر هذا المفهوم إطارًا ماليًا شاملًا ومعادلة لحالة كل شركة لتقدير حسابات معدل النمو المستدام الخاص بها.[3]

- النمو المثالي: ظهر هذا المفهوم على يد مارتن هاندشوه وهانيس لوش وجورن هايدين وزملائهم. يقيس هذا المفهوم النمو المستدام من وجهة نظر صناعة العائد الكامل لصاحب العمل وربحه – مستقلًا عن الاستراتيجية المعلنة والنموذج التجاري والشروط الخاصة بالإطار المالي. يُبنى هذا المفهوم على التقدير الإحصائي طويل الأمد. يوفر هذا المفهوم إطارًا توجيهيًا للحالات الخاصة للشركات والإعدادات المستهدفة لمعدلات النمو المتوسطة وطويلة الأمد.[4]

## من وجهة نظر مالية
معدل النمو المستدام هو أقصى معدل نمو يمكن للشركة تحقيقه، بما يتسق مع السياسة المالية للشركة. يُفترض أن معدل النمو المستدام الخاص بالشركة من البيانات المطلوبة للعديد من نماذج التقييم، مثل نموذج غوردون ونموذج التدفق النقدي المخصوم، إذ يُستخدم لحساب القيمة المستمرة أو القيمة النهائية.
تتاح العديد من المعادلات بخصوص هذا الشأن. تربط تلك المعادلات بين أهداف الربح طويلة الأمد وسياسة حصة الأرباح وافتراضات بنية رأس المال، ما يجعل معدل نمو الأعمال التجارية المستدام دالة هذه المعادلات على المدى الطويل. تعكس تلك المعادلات المتطلبات العامة التي تتسق معها داخليًا كل الافتراضات (انظر النمذجة المالية).
توفر حُجة الاقتصاد المزدوج فحصًا لبيانات المعادلات، ولأرقام النمو الناتجة. حجة الاقتصاد الجزئي: ويكون فيها عائد رأس المال (المعدل طبقًا للمخاطر) أعلى من المتحقق في الصناعات الأخرى، وبالتالي يجذب هذا النجاح المنافسة، ثم ميل عائدات الشركة إلى تلك الخاصة بصناعتها على المدى الطويل، ونتيجة لذلك تميل للاقتصاد (انظر الربح). يجب حد مدخلات المعادلة، مثل الربح المفترض مقارنة ببنية رأس المال المستهدفة. فحص الاقتصاد الجزئي: لا يمكن للنمو طويل المدى للشركة (أو الصناعة) أن يتجاوز معدل نمو الاقتصاد بأي كمية، وإلا ستكوّن تلك الشركة جل الاقتصاد. يمكن أن يعمل معدل النمو المحسوب، الذي تكون افتراضاته مدخلات لمعادلة النمو، بصفته فحص لمعقولية الميزانية وخطط الأعمال التجارية.
يمكن حساب معدل النمو المستدام عبر المعادلة التالية:
SGR = (pm*(1-d)*(1+L)) / (T-(pm*(1-d)*(1+L)))
- وفيها تكون pm هامش الربح المستهدف
- وتكون d نسبة الأرباح إلى المدفوعات
- وتكون L نسبة الدين الإجمالي إلى الأسهم
- وتكون T نسبة الأصول الإجمالية إلى المبيعات

لاحظ أن النموذج المقدم هنا يفترض العديد من التبسيطات: أن هامش الربح سيظل مستقرًا، وأن نسبة الأصول والمبيعات ستظل مستقرة، وأن قيمة الأصول الموجودة مستقرة بعد الإهلاك، وأن الشركة ستحافظ على بنية رأس المال الحالية الخاصة بها، واستقرار سياسة العوائد والمدفوعات.

## معدلات النمو المثالية من وجهة نظر ربحية وبالنسبة لصناعة القيمة للمساهمين
النمو المثالي طبقًا لمارتن هاندشوه وهانيس لوش وجورن هايدين هو معدل النمو الذي يضمن التنمية المستدامة للشركة؛ بالنظر إلى العلاقة طويلة المدى بين نمو العائد وصناعة القيمة وإجمالي الربح للمساهم. أساس التقييم: يُبنى العمل على تقييمات الأداء لأكثر من 3500 شركات مدرجة في البورصة بعائد مبدئي يزيد عن 250 مليون يورو عالميًا وعبر الصناعات خلال مدة تصل إلى 12 عام منذ 1997 حتى 2009. يعتبر المؤلفون أن النتائج التي توصلوا إليها مستقلة عن دورات الاقتصاد المحددة بسبب تلك الفترة الطويلة.

### العلاقة بين نمو العائد وصناعة القيمة والربح للمساهم
ترتفع صناعة القيمة الإجمالية للمساهم (تنمية سعر الأسهم بالإضافة إلى مدفوعات الأرباح) بثبات بزيادة معدلات نمو العوائد على المدى الطويل وعبر الصناعات. وكلما حققت الشركات المزيد من العوائد طويلة المدى، قدّر المستثمرون ذلك وكافؤوا الشركات.
ترتفع عوائد الأصول وعوائد المبيعات وعوائد الأسهم مع زيادة نمو العائد إلى 10 و25% وتقل مع المزيد من الارتفاع لمعدلات نمو العائد.
يُظهر متوسط عوائد الأصول وعوائد المبيعات وعوائد الأسهم ارتفاعًا مع ارتفاع معدلات النمو إلى حد أقصى في مدى 10% إلى 25% من عائد النمو لكل سنة ويقل باتجاه معدلات النمو العليا.
ينسب المؤلفون الزيادة المستمرة للربح تجاه الحد الأقصى إلى تأثيرين:-
1. الربح يحرك النمو: تمتلك الشركات ذات الربح الملموس الفرصة للاستثمار للمزيد من النمو.
2. النمو يحرك الربح: ربما يكون النمو الملموس محركًا للمزيد من الربح، مثل زيادة جاذبيته للمحترفين الصغار مرتفعي الكفاءة، وتحفيز الموظفين، الجاذبية العالية لشركاء الأعمال وزيادة الثقة بالنفس.

وبعيدًا عن الربح الأقصى، ترتفع الجهود الإضافية للتحكم في النمو الإضافي، مثل المبني على إدخال المزيد من الموظفين في أبعاد واسعة والتحكم في الثقافة والجودة، والتقليل من الربح الإجمالي.
- العائد المنخفض: الربح المنخفض والقيمة المنخفضة أقل من 10% للعام.
- البقعة المناسبة طويلة الأمد: التوليد الثابت للقيمة والربح الأكثر ارتفاعًا في المتوسط بالنسبة لنمو العائد من 10% إلى 25%.
- السرعة العالية: توليد أعلى للقيمة الإجمالية للمساهم ولكن بالإضافة إلى ربح أقل من 25% لكل عام.

معدلات النمو للشركات المقيمة مستقلة عن الحجم المبدئي للشركة وحصتها في السوق وهو ما يتسق مع قانون غيبرات. قانون غيبرات، الذي يدعى في بعض الأحيان قاعدة غيبرات للنمو المتناسب، هي قاعدة عرّفها روبرت غيبرات (1904-1980)، وتنص تلك القاعدة على أن حجم الشركة ومعدل نموها مستقلان. تمتلك الشركات ذات معدلات النمو في مدى 10% إلى 25% من نمو العائد في عديد من الصناعات كلًا من توليد القيمة الإجمالية العالية للمساهم وربح أكبر من قرنائها بطيئي النمو، بصورة مستقلة عن صلابة الصناعة ومعدل نموها.

### الاستراتيجيات الأساسية وتحركات النمو
تقترح تلك النتائج استراتيجيتين أساسيتين للشركات:-
- بالنسبة للشركات الموجودة في الأسواق الراسخة مثل وسط أوروبا والولايات المتحدة، التي تمتلك أرقامًا فردية منخفضة بالنسبة لمعدلات النمو: فلنعتبر النمو متسارعًا مع العلم بحقيقة أن العائد الإجمالي للمساهم والربح أعلى في البقعة المناسبة.
- بالنسبة للشركات الموجودة في الأسواق المحلية سريعة النمو، مثل الصين والهند و/أو قطاعات الصناعة سريعة النمو، بمعدلات نمو تفوق 25%: فلننظر إلى الطرائق الأفضل لـ«الاستيعاب» ولترسيخ معدل نمو سريع وضمان «هبوط مريح» حتى لا يتوقف نمو السوق فجأة.

### كيفية تحقيق النمو طويل الأمد في البقعة المناسبة وما وراءها
حدد المؤلفون مجموعة من الأحوال والدعامات لتحقيق النمو طويل الأمد في البقعة المناسبة الخاصة بهم وليتفوقوا عليها:-

#### الحالات
- إنتاج فهم مشترك فيما يخص النمو وآمال الربح بين فرق الإدارة كمتطلب لاستراتيجية تنمية متناسقة.
- فهم الأسواق ذات الصلة (الحالية أو المستقبلية الواعدة). لإنتاج رؤية السوق عند تحديد وتقييم مبادرات النمو، مثل تحليل السيناريوهات والتقييم في العمق وتقديرات طلبات السوق.

#### الدعامات والاستراتيجية
- تطبيق معادلات النمو السريع: مثل تعظيم عدد العملاء ذوي الصلة، وتعظيم المساهمة في المحفظة وإمكانات دورة الحياة، والإبداع المستمر، والنمو المبني على الشبكة، والمفاهيم التجارية المتميزة، وتوسيع الشبكة بشكل هرمي والتحكم في شبكات القيمة.
- تعريف إستراتيجية النمو في حافظة من المبادرات النمائية المناسبة اتساقًا مع مجموعة الشروط عديدة الأبعاد: مثل تسهيل التطبيق والنمو وتأثير الربح، والأخطار المتوقعة مقارنة بالعائد وثبات تدفق النقد.
- تحقيق النمو: يجب مخاطبة الاستراتيجية والثقافة المتعلقة بها بطريقة متناسقة، مثل إقامة حالة من النمو، والتعريف الواضح والرؤية التواصلية والاستراتيجية بالإضافة إلى التطوير النشط وتفعيل المنظمة.[4]